# Medarbejder- og Kompetencestyrelsen
Medarbejder- og Kompetencestyrelsen er en dansk styrelse under Finansministeriet, der varetager opgaver knyttet til overenskomstforhandlinger, løn, pension, ledelse og personale.
Styrelsens direktør er Signe Friberg Nielsen.

## Opgaver
Medarbejder- og Kompetencestyrelsens opgave er at varetage statens arbejdsgiverfunktioner, herunder forberede forhandlinger og indgå overenskomster og aftaler på det statslige område samt varetage opgaver i forhold til løn, ledelse og personale.
Styrelsen skal sikre samarbejde med og rådgivning af statens arbejdsgivere og understøtte et godt samarbejde med de faglige organisationer. Styrelsen har også ansvaret for bl.a. tjenestemandspension og helbredssager vedrørende tjenestemænd.
Styrelsen skal også sikre gode rammebetingelser og udvikle ledelse og personale gennem tiltag og aktiviteter inden for ledelsesudvikling og HR, herunder kompetenceudvikling og rekruttering mv. Formålet er at understøtte arbejdsgivere, ledere og medarbejdere i deres arbejdsopgaver.